# Magnetostatischer Lautsprecher

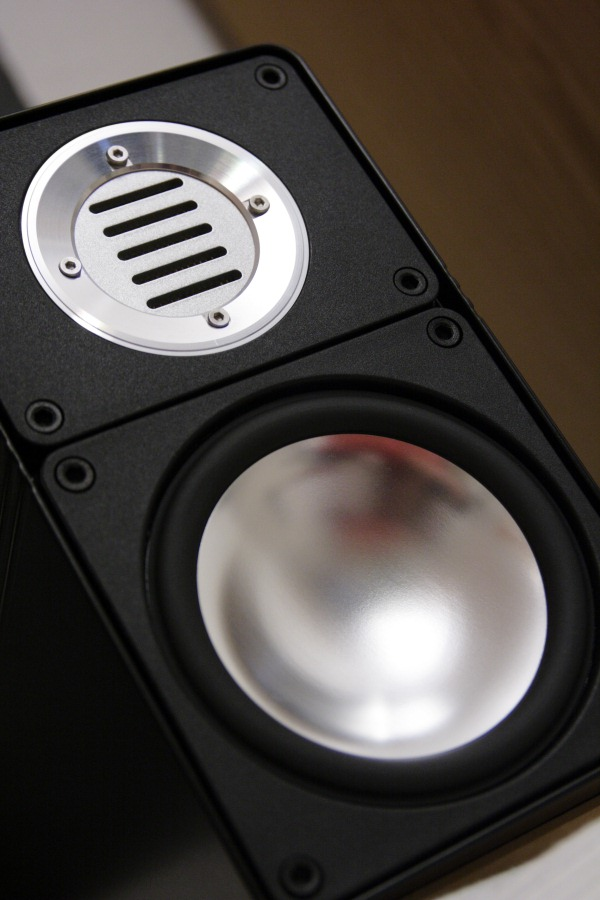
Lautsprecherbox mit magnetostatischem Hochtöner oben (JET-AMT) von ELAC.

Der magnetostatische Lautsprecher ist eine Lautsprecherbauart.
Magnetostaten sind Lautsprecher, deren Antrieb nicht in Form einer Schwingspule lokal konzentriert ist, sondern auf der ganzen Membran verteilt ist (Folien-Magnetostaten) oder selbst die Membran (klassisches Bändchen) darstellt. Die Bezeichnung bezieht sich darauf, dass der Antrieb wie bei Elektrostaten flächig erfolgt, jedoch durch magnetische Felder (bzw. durch magnetostatische Kräfte).
Magnetostaten finden vor allem im oberen Frequenzbereich als Hochtöner oder teilweise als Mitteltöner Anwendung (z. B. bei einigen Modellen der Firma Elac), es gibt aber auch schrankgroße Vollbereichsmagnetostaten (Lautsprecher(gehäuse)) bei z. B. Magnepan bzw. Vollbereichsmagnetostaten mit zusätzlichem Subwoofer für die ganz tiefen Frequenzen.

## Bändchen-Magnetostaten
Als Membranmaterial findet bei Bändchenlautsprechern meistens Aluminium Anwendung. Es hat (abgesehen von einigen Alkali- und Erdalkali-Metallen) die höchste massespezifische elektrische Leitfähigkeit und weist durch die Bildung einer Oxidschicht einen gewissen Eigenschutz vor Umwelteinflüssen auf. Zusätzliche Beschichtungen können trotzdem sinnvoll sein. Bei Bändchen-Magnetostaten können signifikante Partialschwingungen auftreten, sobald die Wellenlänge des Schalls kleiner als die halbe Breite des Bändchens wird. Für 17 kHz sollte daher die Breite höchstens einen Zentimeter betragen. Die Partialschwingungen werden jedoch aufgrund der relativ großen Membranfläche und geringen Masse gut durch die Umgebungsluft bedämpft (wie bei Elektrostaten).
Zum Erreichen einer horizontalen Abstrahlung ist das Bändchen vertikal orientiert, dabei ist es zum Erreichen einer breiteren Abstrahlung unter gleichzeitiger Reduzierung von Boden- und Deckenreflexionen deutlich höher als breit (z. B. Hochtöner 25 mm × 80 mm, Mitteltöner 60 mm × 200 mm) und häufig leicht konvex gekrümmt. Diese Krümmung sowie eine häufig anzutreffende leichte Strukturierung geben der sehr dünnen (ca. 10 µm, also etwa Alufolie) und sehr empfindlichen Membran eine gewisse mechanische Stabilität.
Diese Folie wird vertikal von elektrischem Strom durchflossen und befindet sich in einem starken Magnetfeld (Statorfeld) eines Permanentmagneten, dessen Feldlinien horizontal verlaufen. Die resultierende Lorentzkraft bewegt die Membran vor und zurück und führt zur Schallabstrahlung.
Auf Grund der geringen Leiterlänge ist die Impedanz sehr niedrig (0,2 Ohm bis max. 1 Ohm). Daher sind entweder spezielle High Current-Verstärker oder Transformatoren notwendig. Vergrößerungen der Impedanz sind durch die fehlenden Freiheitsgrade der Topologie (es gibt keine isolierenden Membranteile) sehr begrenzt.
Das Aluminiumbändchen, also die Membran, ist nur oben und unten eingespannt, nicht an den Seiten. Es schwingt frei zwischen den seitlich angeordneten Magneten.
Man unterscheidet Eintakt- und Gegentaktaufbau. Beim Eintaktaufbau weist das Statorfeld große Asymmetrien auf, die schon bei mittleren Schwingungsamplituden zu Nichtlinearitäten führen, beim Gegentaktaufbau ist allerdings auch der Frontschall durch den Magneten zu führen, was vor allem bei höheren Frequenzen zu Fehlern im Frequenzgang führt.
Eintaktaufbau (Schnittbild, Blick von oben)
Gegentaktaufbau (Schnittbild, Blick von oben)

## Folien-Magnetostaten

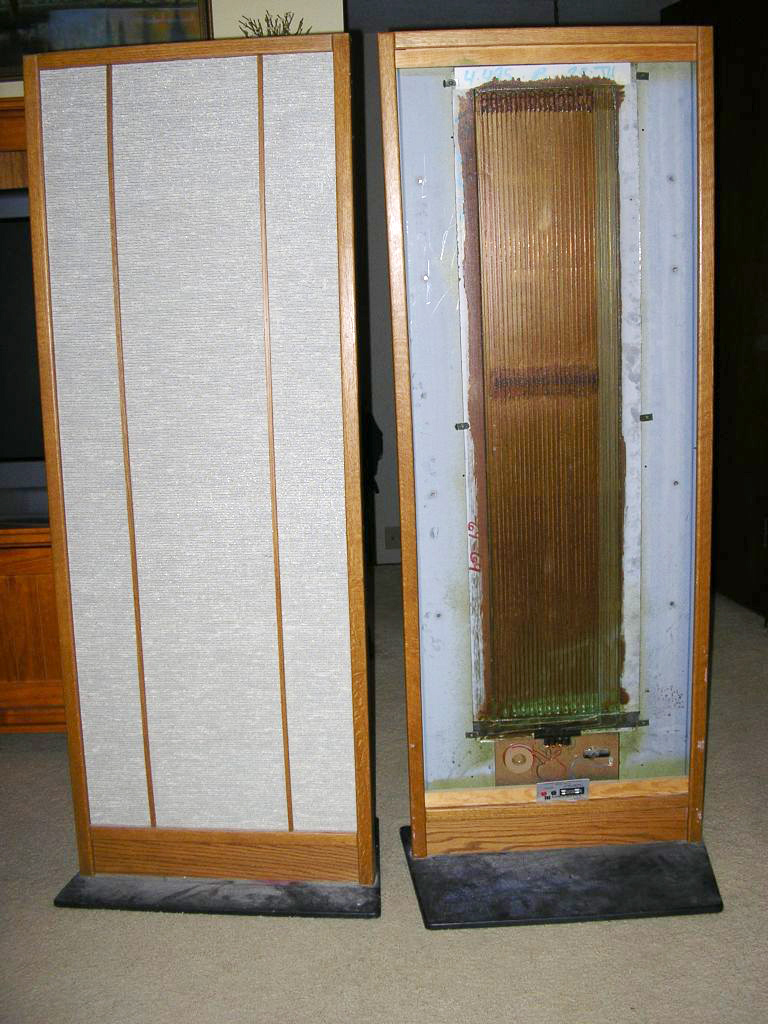
2 Vollbereichsmagnetostate von Magnepan (ca. 1976), rechts Rückseite ohne Bespannstoff

Die Membran ist eine Kunststofffolie, auf der Leiterbahnen aufgebracht sind. Auch hier ist Aluminium üblich. Die Impedanz liegt im normalen Bereich zwischen 4 und 8 Ohm, da mit dieser Technik längere und dünnere Leiterbahnen möglich sind. Die Leiterbahnen verlaufen mäanderförmig auf der Membran. Die meist rechteckige Membran ist an allen Seiten im Lautsprecherchassis befestigt. Es sind deutlich mehr Bauformen als bei Bändchen-Magnetostaten möglich. Bei Folien-Magnetostaten treten signifikante Partialschwingungen auf, sobald die Wellenlänge des Schalls kleiner als der halbe Leiterbahnenabstand wird. Für 17 kHz sind daher Abstände von höchstens einem Zentimeter zulässig.
Folien sind deutlich robuster als Bändchen. Allerdings gibt es häufig Probleme mit der Dauerhaftigkeit der Verbindung der Leiterbahnen mit der Folie.
Die Magnete befinden sich hinter der Membran, oft zusätzlich auch vor der Membran. Man unterscheidet dementsprechend Eintakt- und Gegentaktaufbau. Beim Eintaktaufbau weist das Statorfeld große Asymmetrien auf, die schon bei mittleren Schwingungsamplituden zu Nichtlinearitäten führen, beim Gegentaktaufbau ist allerdings auch der Frontschall durch den Magneten zu führen, was vor allem bei höheren Frequenzen zu Fehlern im Frequenzgang führt.
Eintaktaufbau
```
NNN SS NN SS NN SS NN SS NN SS NN SS NN SS NN SS NNN    Magnet mit akustischen Durchbrüchen
##-x--o--x--o--x--o--x--o--x--o--x--o--x--o--x--o-##    Membran mit Alu-Mäander
```

Der Eintaktaufbau wird bei Magnepan verwendet.
Das Magnetfeld weist starke Inhomogenitäten auf. Schon bei mittleren Membranauslenkungen kommt es zu starken Verzerrungen. Daher wird eine große Membranfläche vorgesehen, um die Auslenkungen gering zu halten. Ein Aufbau nach
```
SS   NN   SS   NN   SS   NN   SS   NN   SS   NN   SS    Magnet mit akustischen Durchbrüchen
NN-x-SS-o-NN-x-SS-o-NN-x-SS-o-NN-x-SS-o-NN-x-SS-o-NN    Membran mit Alu-Mäander
```

verringert zwar diese Inhomogenitäten, aber der nun große Abstand zwischen den einzelnen Bahnen führt in der Praxis schon im Präsenzbereich zu starken Partialschwingungen.
Gegentaktaufbau
```
NNN SS NN SS NN SS NN SS NN SS NN SS NN SS NN SS NNN    Magnet mit akustischen Durchbrüchen
##-x--o--x--o--x--o--x--o--x--o--x--o--x--o--x--o-##    Membran mit Alu-Mäander
NNN SS NN SS NN SS NN SS NN SS NN SS NN SS NN SS NNN    Magnet mit akustischen Durchbrüchen
```

Der Gegentaktaufbau weist geringere Inhomogenitäten und Verzerrungen auf. Er erlaubt größere Auslenkungen und/oder kleinere Membranflächen. Er wurde 1976 von Infinity eingeführt (EMIT, electromagnetic induction tweeter).
Der Folien-Magnetostat wurde 1968 von Jim Winey erfunden und 1969 von seiner Firma Magnepan eingeführt.

## Air-Motion-Transformer (AMT)

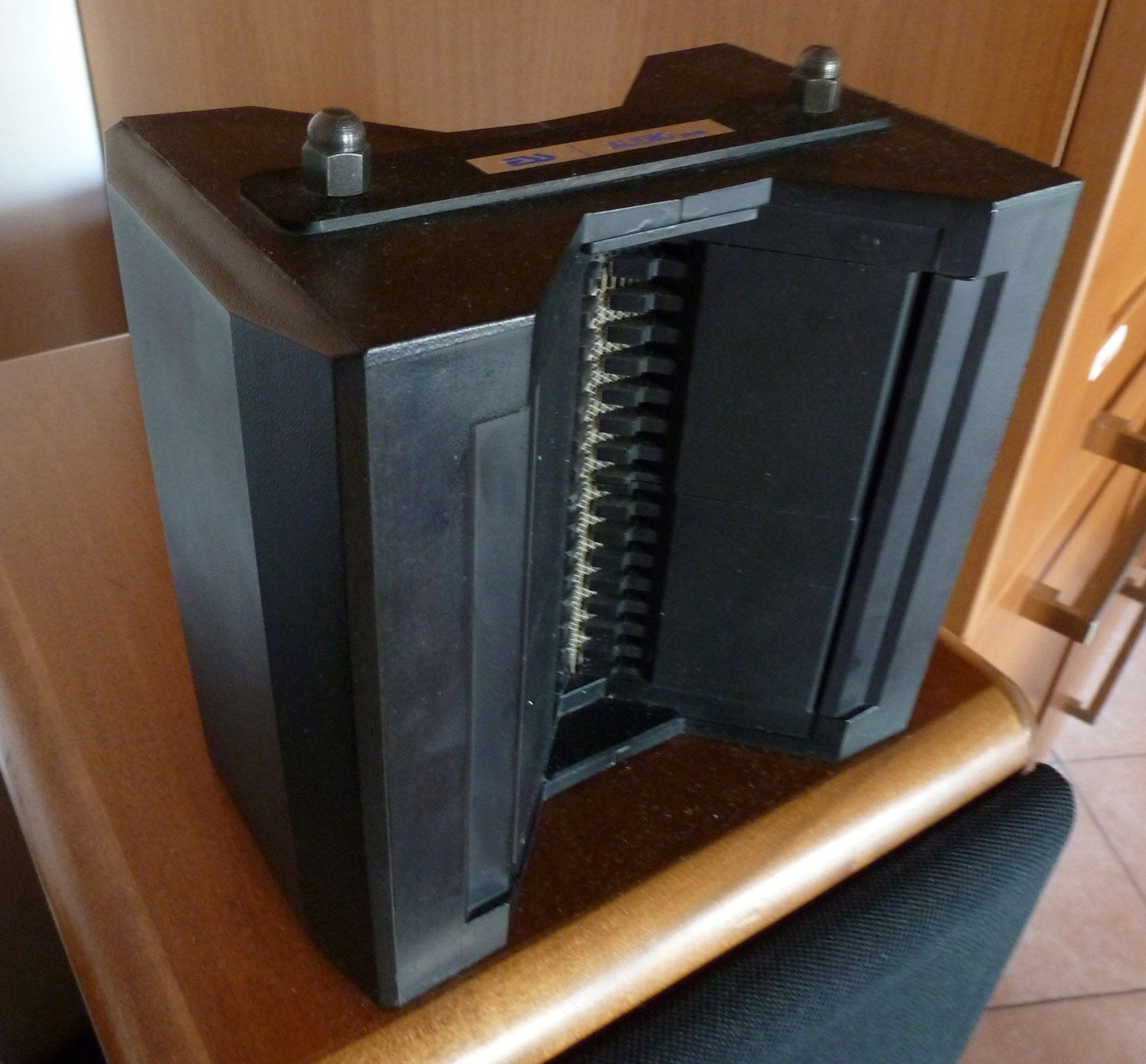
Air-Motion-Transformer (AMT) nach Heil von ESS.

Er wird in spezieller Form auch JET-Strahler genannt und wurde von dem deutschen Physiker Oskar Heil erdacht (Patent 1969). Er kommt bis heute in verschiedenen Versionen bei einigen Herstellern zu Verwendung, wegen seines konstruktiven Aufwandes eher im hochpreisigen Bereich. Die Membran ist ähnlich einer Ziehharmonika gefaltet. Dies hat den Vorteil, dass durch das Zusammenziehen der Membran mit einer vergleichsweise geringen Membranbewegung ein Mehrfaches an Geschwindigkeit der herausgepressten Luft erzielt wird.
Blick von oben (# Magnetmaterial, N Nordpol, S Südpol, +-+ Membran, ox Leiterbahnen)
Eintaktaufbau AMT
Gegentaktaufbau Heil-AMT
Gegentaktaufbau JET-Strahler
```
### S N S N S N S N S N S N S N S N S N S N S N S ###   Magnet mit akustischen Durchbrüchen
### +-+ +-+ +-+ +-+ +-+ +-+ +-+ +-+ +-+ +-+ +-+ +-###
### o x o x o x o x o x o x o x o x o x o x o x o ###   gefaltete Membran mit Alu-Mäander
###-+ +-+ +-+ +-+ +-+ +-+ +-+ +-+ +-+ +-+ +-+ +-+ ###
### N S N S N S N S N S N S N S N S N S N S N S N ###   Magnet mit akustischen Durchbrüchen
```

Beim JET-Gegentaktaufbau des AMT sind die Magnete und Leiterbahnen anders zueinander angeordnet. Der JET-Strahler wurde Anfang der 1990er Jahre von der Firma A.R.E.S. von Klaus Heinz (Gründer von Arcus) eingeführt und wird seit 1993 von ELAC weiterentwickelt.

## 4-Pi-Strahler
Hierbei handelt es sich um einen Rundumstrahler, bei dem ein kreisförmig angeordnetes Alu-Bändchen als Membran benutzt wird.
Rotationssymmetrisch, vertikaler Schnitt durch die Achse (# Magnetmaterial, N Nordpol, S Südpol, +-+ Membran, ox Leiterbahnen)
```
          Symmetrieachse
               |
           #########
     #####################
   N#######################N
   o ##################### x
   o ##################### x
   o ##################### x
   o ##################### x
   o ##################### x
   o ##################### x
   o ##################### x
   o ##################### x
   S#######################S
   #########################
```

Die Folie ist vertikal leicht geriffelt, damit die Membran atmen kann.
Der 4Pi-Lautsprecher wurde 1985 von ELAC eingeführt.